# Mecistocephalus sechellarum
Mecistocephalus sechellarum är en mångfotingart som beskrevs av Demange 1981. Mecistocephalus sechellarum ingår i släktet Mecistocephalus och familjen storhuvudjordkrypare.
Artens utbredningsområde är Seychellerna. Inga underarter finns listade i Catalogue of Life.